# Куаутемок (Чиуауа)
Куауте́мок (исп. Cuauhtémoc), также известный как Сьюдад-Куаутемок — город в Мексике, штат Чиуауа, входит в состав одноимённого муниципалитета и является его административным центром. Численность населения, по данным переписи 2010 года, составила 114 007 человек.

## Общие сведения
Название Cuauhtémoc дано в память о последнем правителе Теночтитлана — Куаутемоке, и его имя с астекского языка можно перевести как пикирующий орёл.
Поселение было основано в 1833 году под названием Ранчо-Сан-Антонио для обслуживания ж/д инфраструктуры. Затем здесь появилась станция и поселение очень быстро превратилось в погрузочный ж/д узел, что привело к бурному экономическому росту.
В 1847 году поселение получило название Ареналес, а в 1920 это уже был посёлок Сан-Антонио-де-Ареналес. В 1927 году был образован муниципалитет Куаутемок, а посёлок стал его административным центром.
В 1929 году поселение получило статус вилья и было переименовано в Куаутемок, а 9 января 1948 года ему был присвоен статус города.

## Фотографии
- Кафедральный собор
- Ж/д станция Чепе
- Памятник Куатемоку
- Театр «Трёх культур»